# Tazieffita
La tazieffita és un mineral de la classe dels sulfurs. Rep el nom en honor del famós vulcanòleg Haroun Tazieff (Varsòvia, Imperi Rus, 11 de maig de 1914 - París, França, 6 de febrer de 1998). Va dirigir i va aparèixer a Le Volcan interdit que va ser nominada l'any 1966 a un Oscar a la millor pel·lícula documental.

## Característiques
La tazieffita és una sulfosal de fórmula química Pb20Cd₂(As,Bi)22S50Cl10. Va ser aprovada com a espècie vàlida per l'Associació Mineralògica Internacional l'any 2008, sent publicada per primera vegada un any més tard. Cristal·litza en el sistema monoclínic.
Les mostres que van servir per a determinar l'espècie, el que es coneix com a material tipus, es troben conservades a les col·leccions del Museu Mineralògic Fersmann, de l'Acadèmia de Ciències de Rússia, a Moscou (Rússia), amb el número de registre: 92674, i l'escola de mines de París (França), amb el número de catàleg: 78986.

## Formació i jaciments
Va ser descoberta al volcà Mutnovsky, al krai de Kamtxatka (Rússia), en forma de cristalls minúsculs i prims, en forma d'agulla, generalment formant agregats fibrosos. Aquest volcà rus és l'únic indret de tot el planeta on ha estat descrita aquesta espècie mineral.